# Éric Houndété
Éric Louis Houndété, né le 7 septembre 1963 au Bénin, est un homme politique béninois. Anciennement vice-président du Parlement (2015-2018), Eric Louis HOUNDETE est Président du principal parti d’opposition Les Démocrates depuis sa création, en 2020.  Éric Houndété (62 ans) en est aujourd'hui (2025) le Vice-président. 
Il est depuis 2023 député à l'Assemblée Nationale du Bénin.

## Biographie
Eric  Louis HOUNDETE est diplômé de l’école polytechnique de l’université d’Abomey-Calavi en électronique puis de l’Ecole Nationale d’Administration (ENA) du Bénin, en management de services publics. Il est  également licencié en droit des affaires et carrières judiciaires depuis 1993 à l'Université d'Abomey Calavi, bénin.
Aujourd'hui en 2025,  il totalise plus de  quarante  années de vie politique et de militantisme au service de son pays, le Bénin. 
Ce technocrate, sûr, calme et avenant a  très tôt, commencé à s’intéresser à la politique qu'il considère comme la clé de voûte du développement de tout pays. 
Déjà en 1988, il faisait   partie des fondateurs du MAP (Mouvement pour une Alternative du Peuple.
En 1995, le MAP a pris une part active à la création de l’Alliance pour la démocratie en Afrique (AdeMA). C’est un regroupement des forces politiques de gauche. Lui même confirme dans une interview: " En 2003, nous avons créé l’Alliance Force Clé avec laquelle j’ai été élu député à l’Assemblée nationale. Depuis lors, le peuple béninois m’a régulièrement renouvelé sa conﬁance au parlement où j’ai notamment fait mes armes au sein de la commission des finances et des échanges (2003-2007 puis 2007-2011) et de la commission des lois, de l’administration et des droits de l’homme (2011-2013). De 2003 à 2007, j’ai dirigé le plus grand groupe parlementaire, “unité nationale”, qui comptait dans ses rangs des députés aussi bien de la majorité que de la minorité. Durant la législature précédente, j’ai présidé le groupe parlementaire « union fait la nation » à l’Assemblée nationale. Durant tous mes mandats au parlement, j’ai porté les préoccupations des jeunes, des femmes et de tous ceux que la gouvernance actuelle de mon pays prend insufﬁsamment en compte dans les politiques publiques. J’ai notamment fait de la sincérité budgétaire et de la transparence dans les comptes de l’état mon cheval de bataille. Pour moi, la loi des ﬁnances doit rester un instrument de protection des plus faibles."
Avant son expérience parlementaire, il a créé et dirigé une entreprise de bureautique et d’informatique de 1995 à 2003, où élu Député, il a du choisir de se mettre au service exclusif de son peuple. 
De 2002 à 2003, i a exercé au ministère en charge du Plan en tant que conseiller technique à la promotion des initiatives privées et milité pendant plusieurs années, au sein de la Jeune Chambre du Bénin où il a atteint le grade de Sénateur. Avec cette organisation internationale qui forme au leadership, EH (comme les jeunes l'appellent au Bénin) a notamment appris que « la personne humaine est la plus précieuse des richesses » et que « la liberté des individus et de l’entreprise assure mieux la justice économique ». 
Marié et père de cinq enfants, cet amoureux de la famille croit  profondément aux valeurs de la famille et de justice sociale. Pour lui, celle-ci est nécessaire au maintien de la force de travail et commence par la déﬁnition et la prise en compte du mérite de chacun.
Élu député trois fois successivement, la lutte contre la pauvreté, la justice sociale, l’intégrité des caisses publiques, entre autres demeurent ses précautions majeures de développement. Lui-même déclare ceci en 2016 lors d'une interview: "Pour moi, la notion du bien commun est sacrée. Le sens de mon action au quotidien est de faire en sorte que tous les Béninois vivent mieux dans un pays prospère, bien gouverné sur tous les plans. Certes, le Bénin n’a pas d’énormes ressources au niveau de son sous-sol, mais c’est un pays qui dispose de beaucoup d’autres potentialités.
Nous avons de réels atouts qu’il importe de valoriser ; et pour le faire, la justice sociale, la lutte contre la corruption et la gabegie, sont des priorités absolues. Si nous arrivons à le faire correctement, alors nous pourrions lutter efficacement contre la pauvreté et bâtir une nation forte tant sur les plans économique, social que politique. Le développement d’un pays est une question d’organisation, de méthode et de rigueur."
2020 : Président du parti les Démocrates (LD)
Président du parti d’opposition Les Démocrates depuis sa création, en 2020, Éric Houndété (59 ans) a été député à plusieurs reprises entre 2003 et 2019.
Son parti ayant obtenu 28 sièges (sur un total de 109) à l’issue des législatives du 8 janvier 2023 – soit autant que le Bloc républicain, d’Abdoulaye Bio Tchané (mouvance présidentielle) –, l’ancien vice-président du Parlement (2015-2018) devient chef de file de l’opposition.

## Vie privée
Éric Houndété est marié et père de cinq enfants.